# Evelyn Furtsch
Evelyn Pearl Furtsch-Ojeda (San Diego, 17 aprile 1914 – Santa Ana, 5 marzo 2015) è stata una velocista statunitense, campionessa olimpica della staffetta 4×100 metri ai Giochi di Los Angeles 1932.

## Biografia
Ai Giochi olimpici di Los Angeles 1932 vinse l'oro nella staffetta 4×100 metri con le connazionali Mary Carew, Annette Rogers e Wilhelmina von Bremen.
È morta nel 2015 all'età di 100 anni.

## Palmarès
| Anno | Manifestazione  | Sede        | Evento  | Risultato | Prestazione | Note            |
| ---- | --------------- | ----------- | ------- | --------- | ----------- | --------------- |
| 1932 | Giochi olimpici | Los Angeles | 4×100 m | Oro       | 47"0        | Record mondiale |